# دراگ‌بنک
بانک اطلاعاتی دراگ‌بنک (به انگلیسی: DrugBank) یک پایگاه داده آنلاین جامع و آزاد است که حاوی اطلاعاتی در مورد داروها است. دراگ‌بنک به‌عنوان یک منبع بیوانفورماتیک و شیمی‌انفورماتیک، اطلاعات مفصلی از مواد دارویی (شیمیایی، دارویی و فارماکولوژی) شامل اطلاعات جامع (مثل توالی، ساختار و مسیرهای متابولیک و…) گردآوری کرده است. دراگ‌بنک از مطالب ویکی‌پدیا استفاده کرده است.مقالات دارویی ویکی‌پدیا نیز اغلب به دراگ‌بنک پیوند دارد.